# Sumrall
La ville américaine de Sumrall est située dans le comté de Lamar, dans l’État du Mississippi. Lors du recensement de 2000, sa population s’élevait à 1 005 habitants.

## Source
- (en) Cet article est partiellement ou en totalité issu de l’article de Wikipédia en anglais intitulé « Sumrall, Mississippi » (voir la liste des auteurs).